# Chamsia Sagaf
Chamsia Sagaf (geb. 1955 in Mitsamiouli, Colonie de Madagascar et dépendances) ist eine komorische Sängerin, die im Stil des Zouk in dem komorischen Dialekt Shingazidja singt.

## Leben
Sie sang in den 1970ern anfangs vor allem bei Veranstaltungen der Frauenvereinigungen. Sie hat fünf Alben veröffentlicht.  Ihre Themen sind vor allem Frauen und Kinder. 2003 wurde sie als Beste Sängerin in Ostafrika ausgezeichnet.
Seit 1975 lebt sie in Frankreich. Sie ist verheiratet und hat fünf Kinder. Ihre Tochter Naïma ist ebenfalls Sängerin.